# King-Gletscher
Der King-Gletscher ist ein Gletscher an der Shackleton-Küste der antarktischen Ross Dependency. Er fließt nordwestlich des Mount Ida durch die Königin-Alexandra-Kette zwischen dem Beaver- und dem Beardmore-Gletscher nach Norden zum Ross-Schelfeis. 
Das Advisory Committee on Antarctic Names benannte ihn nach Leutnant Hugh A. King von der United States Navy, leitender Offizier auf der Hallett-Station im Jahr 1964.